# Peter Pen
Peter Pen (ur. 14 czerwca 1972 w Mariborze) – słoweński narciarz alpejski.

## Kariera
Po raz pierwszy na arenie międzynarodowej Peter Pen pojawił się w 1991 roku, kiedy wystąpił na mistrzostwach świata juniorów w Geilo. W swoim jedynym starcie zajął tam 54. miejsce w zjeździe. Na rozgrywanych rok później mistrzostwach świata juniorów w Mariborze był między innymi piąty w zjeździe oraz ósmy w gigancie.
W zawodach Pucharu Świata zadebiutował 16 grudnia 1996 roku w Val d’Isère, gdzie został zdyskwalifikowany w supergigancie. Pierwsze pucharowe punkty wywalczył 21 lutego 1997 roku w Garmisch-Partenkirchen, gdzie zajął 30. miejsce w tej samej konkurencji. Nigdy nie stanął na podium zawodów pucharowych; był między innymi szósty w zjeździe 16 grudnia 2000 roku w Val d’Isère. Najlepsze wyniki osiągał w sezonie 2000/2001, kiedy zajął 63. miejsce w klasyfikacji generalnej, a klasyfikacji zjazdu 26. pozycję.
Kilkukrotnie startował na mistrzostwach świata, najlepszy wynik osiągając podczas mistrzostw świata w St. Anton w 2001 roku, gdzie był siódmy w kombinacji. W tej samej konkurencji zajął także ósme miejsce na igrzyskach olimpijskich w Nagano w 1998 roku. Na tej samej imprezie zajął 23. miejsce w supergigancie, a rywalizacji w zjeździe nie ukończył. Brał także udział w igrzyskach w Salt Lake City w 2002 roku, gdzie nie ukończył supergiganta, a w zjeździe zajął 23. miejsce. Kilkukrotnie zdobywał medale mistrzostw Słowenii, w tym złote w supergigancie w latach 1997-1998 i zjeździe w 1998 roku. W kwietniu 2004 roku zakończył karierę.

## Osiągnięcia

### Igrzyska olimpijskie
| Miejsce | Dzień     | Rok  | Miejscowość    | Konkurencja | Czas biegu  | Strata   | Zwycięzca           |
| ------- | --------- | ---- | -------------- | ----------- | ----------- | -------- | ------------------- |
| 8.      | 12 lutego | 1998 | Nagano         | Kombinacja  | 3:08,06 min | +12,75 s | Mario Reiter        |
| DNF     | 13 lutego | 1998 | Nagano         | Zjazd       | 1:50,11 min | -        | Jean-Luc Crétier    |
| 23.     | 16 lutego | 1998 | Nagano         | Supergigant | 1:34,82 min | +2,99 s  | Hermann Maier       |
| 23.     | 10 lutego | 2002 | Salt Lake City | Zjazd       | 1:39,13 min | +2,53 s  | Fritz Strobl        |
| DNF     | 16 lutego | 2002 | Salt Lake City | Supergigant | 1:21,58 min | –        | Kjetil André Aamodt |

### Mistrzostwa świata
| Miejsce | Dzień       | Rok  | Miejscowość          | Konkurencja | Czas biegu  | Strata  | Zwycięzca           |
| ------- | ----------- | ---- | -------------------- | ----------- | ----------- | ------- | ------------------- |
| DNF     | 31 stycznia | 2001 | St. Anton am Arlberg | Supergigant | 1:21,46 min | –       | Daron Rahlves       |
| 7.      | 5 lutego    | 2001 | St. Anton am Arlberg | Kombinacja  | 2:58,25 min | +7,92 s | Kjetil André Aamodt |
| DNF     | 7 lutego    | 2001 | St. Anton am Arlberg | Zjazd       | 1:38,74 min | –       | Hannes Trinkl       |
| 26.     | 2 lutego    | 2003 | Sankt Moritz         | Supergigant | 1:38,80 min | +2,82 s | Stephan Eberharter  |
| 30.     | 8 lutego    | 2003 | Sankt Moritz         | Zjazd       | 1:43,54 min | +3,25 s | Michael Walchhofer  |

### Mistrzostwa świata juniorów
| Miejsce | Dzień       | Rok  | Miejscowość | Konkurencja | Czas biegu  | Strata  | Zwycięzca      |
| ------- | ----------- | ---- | ----------- | ----------- | ----------- | ------- | -------------- |
| 54.     | 11 kwietnia | 1991 | Geilo       | Zjazd       | 1:05,48 min | +3,60 s | Ivan Bormolini |
| 5.      | 25 lutego   | 1992 | Maribor     | Zjazd       | 1:19,48 min | +0,16 s | Michael Makar  |
| 25.     | 26 lutego   | 1992 | Maribor     | Supergigant | 1:08,11 min | +1,99 s | Tobias Hellman |
| 8.      | 28 lutego   | 1992 | Maribor     | Gigant      | 2:04,26 min | +1,77 s | Michel Stuffer |
| 20.     | 1 marca     | 1992 | Maribor     | Slalom      | 1:13,55 min | +5,42 s | Tobias Hellman |

### Puchar Świata

#### Miejsca w klasyfikacji generalnej
- sezon 1996/1997: 144.
- sezon 1997/1998: 142.
- sezon 1998/1999: 95.
- sezon 1999/2000: 130.
- sezon 2000/2001: 63.
- sezon 2001/2002: 109.
- sezon 2002/2003: 118.

#### Miejsca na podium w zawodach
Pen nigdy nie stanął na podium zawodów PŚ.